# 1. zongoraverseny (Chopin)
Frédéric Chopin 1., e-moll zongoraversenye az opus 11. számot viseli.

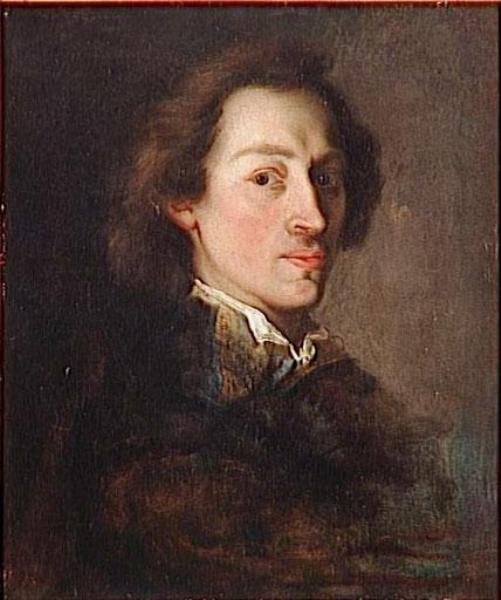
Chopin-Ary Scheffer festménye

## Keletkezése-története
Chopin zongoraversenyeinek sorrendjét megtévesztő opusszámaik miatt az utókor felcserélte. Valójában az f-moll zongoraversenyt 1829-ben, az e-moll zongoraversenyt 1830-ban komponálta.

## Szerkezete, jellemzői
A partitúra szerint a mű szóló zongorára, 2 fuvolára, 2 oboára, 2 klarinétra, 2 basszetkürtre, 4 francia kürtre, 2 trombitára, tenor harsonára, üstdobra és vonósokra íródott.
Tételei:
1. Allegro maestoso
2. Romance - Larghetto
3. Rondo - Vivace

Chopin számára a zenekar csak másodrendű szerepet játszik, minden gondolatát zongorára fogalmazza. Versenyműveinek tutti szakaszai úgy hatnak, mintha a zongorán fogant gondolatokat a komponista, mintegy kényszerűségből vitte volna át az együttes hangszereire.
Az első tételt impozáns tutti vezeti be, amint a zongora belép, szinte nem szorul a zenekar támogatására.
A lassú tételt áthatja a zeneszerző magánéletét ez idő tájt felkavaró szerelmi szenvedély, gyengéd, ábrándos muzsika. A záró tétel megőrzött valamit a Mozart zongoraversenyek csillogó társalgási tónusából, de Chopin lengyel népzenei élményei is karakterisztikus színeket kölcsönöznek a tételnek.

## Ismertség, előadási gyakoriság
A mű a legismertebb Chopin-művek közé tartozik. Hangversenyen, hanglemezen, vagy elektronikus médiákban viszonylag gyakran hallgatható darab. A második tételt (Romance − Larghetto) utcai muzsikusok előadásában (hegedű. mélyhegedű, gitár) felhasználták a Splash című film zenéjeként, továbbá szerepel a mű a The Truman Show című filmben, valamint Leonyid Zorin Varsói melódia című színdarabjában (Magyarországon a darab Törőcsik Mari és Sztankay István főszereplésével a Katona József Színházban került előadásra, Budapesten).